# Lichtenstein Ferenc Lajos
Lichtenstein Ferenc Lajos (Szigetvár, 1829. május 2. – Budapest, Erzsébetváros, 1903. október 29.) magyar újságíró, lapszerkesztő, főhadnagy. Lichtenstein György mnemotechnikus öccse. 

## Élete
Lichtenstein Simon kereskedő és Rogendorfer Borbála gyermekeként született. A gimnázium első osztályait magánúton, a többit Keszthelyen, Nagykanizsán, Kaposváron és Pesten végezte. 1848-ban belépett Makk József tüzérei közé, és velük együtt önkéntesként részt vett az 1848–49-es forradalom és szabadságharcban. A kormány több alkalommal bizalmas futárként vette igénybe. A világosi fegyverletételt követően Aradon fogságba került, de sikerült megszöknie és külföldre mennie. Először Bécsbe, majd onnan Berlinbe utazott. Poroszországban mezőgazdasággal kezdett foglalkozni, s hamarosan birtokfelügyelő lett. Az emigrációban élénk újságírói tevékenységet fejtett ki. Számos cikket írt a német és angol lapokba a magyar kérdésről.  Az osztrák kormány kiadását követelte, ezért áttelepült Angliába. Hazatérése után 1863-ban részt vett az Első Magyar Földhitelintézet megalapításban és évekig bankhivatalnokként dolgozott. 1864-ben megindította és szerkesztette a Pester Correspondenz című kőnyomatos lapot, amely magyarul is megjelent. 1867-től tagja lett a Pest városi Honvédegyletnek. A magyar szabadkőművesség egyik előharcosa volt. Az 1870-es években kiadta az Ungarischer Actionär című nemzetgazdászati és pénzügyi hetilapot.

## Magánélete
Házastársa Gey Klára (1832–1892) volt, akit angliai emigrációja alatt vett nőül.
Gyermekei
- Lichtenstein Klára Teréz (1860. okt. 21. – ?) zongoraművész, zongoratanárnő.
- Lichtenstein Györgyike Krisztina Auguszta[3] (1862. máj. 16. – 1947)[4] festőművésznő. Férje Franklin Sievright Peterson (1861–1914) orgonaművész, zeneprofesszor volt.
- Ladányi (Lichtenstein) Mária Anna Leóna (1864. jan. 25. – 1939), az Operaház tagja, énektanárnő. Férje Szántó Hugó államvasúti hivatalnok volt.[5]
- Lichtenstein Lajos (1865. aug. 7. – ?) magánhivatalnok, lapszerkesztő. Második felesége Friedmann Zseni volt.[6]
- Lichtenstein Leonia Nina Henrietta Vencela (1867. márc. 17. – ?).
- Lichtenstein Auguszta Sarolta (1870. jan. 21. – 1939. márc. 18.).[7] Férje Trug Albán bányamérnök volt.
- Lichtenstein Dóra[8] (1871. nov. 17. – ?) hangverseny-énekesnő, zeneszerző. Férje Nemes Elemér (1880–1949) református lelkész, zeneszerző volt.[9]